# Spilichneumon borealis
Spilichneumon borealis är en stekelart som först beskrevs av Léon Abel Provancher 1882.  Spilichneumon borealis ingår i släktet Spilichneumon och familjen brokparasitsteklar. Inga underarter finns listade i Catalogue of Life.